# Genfer Gipfelkonferenz (1955)
Die Genfer Gipfelkonferenz von Frankreich, Großbritannien, UdSSR und den USA fand vom 18. bis 23. Juli 1955 statt und war das erste Treffen der Staats- und Regierungschefs der vier Siegermächte des Zweiten Weltkrieges, da bei der Potsdamer Konferenz im Jahr 1945 Frankreich nicht vertreten war. Die Regierungschefs einigten sich auf ein anschließendes Treffen ihrer Außenminister, der ersten Genfer Außenministerkonferenz.

## Teilnehmer
Für die Vereinigten Staaten nahmen Eisenhower und Dulles, für die Sowjetunion, Bulganin, Chruschtschow und Molotow, für Großbritannien Premierminister Eden mit Außenminister Macmillan und für Frankreich Ministerpräsident Faure mit Außenminister Antoine Pinay teil. Aus beiden deutschen Staaten waren Delegationen als Beobachter zugelassen.

## Ergebnis
Die Regierungschefs konnten hinsichtlich einer Wiedervereinigung Deutschlands keine Fortschritte erzielen und vertagten die weiteren Diskussionen dieser Frage auf ein für Oktober in Aussicht genommenes Außenministertreffen. Den Abschluss der Konferenz bildete die Genfer Direktive, die eine Wiedervereinigung Deutschlands auf Grundlage freier Wahlen als Voraussetzung einer Entspannung in Europa beinhaltet.
Seit dem Ausgang der Konferenz ging die Sowjetunion – ungeachtet der Auffassungen der Westmächte – von der Existenz zweier deutscher Staaten (Zweistaatentheorie) aus. Am 5. November wurde von der Beobachterdelegation der DDR zudem die Erklärung abgegeben, dass gesamtdeutsche Wahlen erst dann möglich seien, wenn zuvor eine „Demokratisierung und Entmilitarisierung“ der Bundesrepublik stattgefunden habe.